# Athlétisme aux Jeux d'Asie du Sud-Est de 2017
Les épreuves d'athlétisme lors des Jeux d'Asie du Sud-Est de 2017 se sont déroulées au Stade national Bukit Jalil à Kuala Lumpur et dans les rues de Putrajaya, le 19 et du 22 au 26 août 2017.

## Résultats

### Tableau des médailles
- Pays organisateur

| Rang  | Nation      | Or | Argent | Bronze | Total |
| ----- | ----------- | -- | ------ | ------ | ----- |
| 1     | Viêt Nam    | 17 | 11     | 6      | 34    |
| 2     | Thaïlande   | 9  | 13     | 11     | 33    |
| 3     | Malaisie    | 8  | 8      | 9      | 25    |
| 4     | Indonésie   | 5  | 7      | 3      | 15    |
| 5     | Philippines | 5  | 3      | 10     | 18    |
| 6     | Singapour   | 2  | 2      | 4      | 8     |
| 7     | Birmanie    | 0  | 0      | 1      | 1     |
| 7     | Laos        | 0  | 0      | 1      | 1     |
| Total | Total       | 46 | 44     | 45     | 135   |

### Hommes
| Épreuve               | Or                                                                                      | Or              | Argent                                                                     | Argent          | Bronze                                                                                        | Bronze          |
| --------------------- | --------------------------------------------------------------------------------------- | --------------- | -------------------------------------------------------------------------- | --------------- | --------------------------------------------------------------------------------------------- | --------------- |
| 100 mètres            | Khairul Hafiz Jantan (MAS)                                                              | 10 s 38         | Eric Shauwn Cray (PHI)                                                     | 10 s 43         | Kritsada Namsuwun (THA)                                                                       | 10 s 43         |
| 200 mètres            | Trenten Anthony Beram (PHI)                                                             | 20 s 84         | Jirapong Meenapra (THA)                                                    | 21 s 22         | Aravinn Thevarr Gunasegaran (MAS)                                                             | 21 s 26         |
| 400 mètres            | Trenten Anthony Beram (PHI)                                                             | 46 s 39         | Phitchaya Sunthonthuam (THA)                                               | 46 s 46         | Quách Công Lịch (VIE)                                                                         | 46 s 48         |
| 800 mètres            | Dương Văn Thái (VIE)                                                                    | 1 min 48 s 97   | Marco Vilog (PHI)                                                          | 1 min 49 s 91   | Royson Vincent (MAS)                                                                          | 1 min 50 s 76   |
| 1 500 mètres          | Dương Văn Thái (VIE)                                                                    | 3 min 51 s 44   | Yothin Yaprajan (THA)                                                      | 3 min 53 s 41   | Mervin Guarte (PHI)                                                                           | 3 min 53 s 68   |
| 5 000 mètres          | Nguyễn Văn Lai (VIE)                                                                    | 14 min 55 s 15  | Prabudass Krishnan (MAS)                                                   | 14 min 57 s 43  | Agus Prayogo (INA)                                                                            | 15 min 01 s 80  |
| 10 000 mètres         | Agus Prayogo (INA)                                                                      | 30 min 22 s 26  | Nguyễn Văn Lai (VIE)                                                       | 30 min 45 s 64  | Sanchai Namkhet (THA)                                                                         | 30 min 54 s 86  |
|                       |                                                                                         |                 |                                                                            |                 |                                                                                               |                 |
| 110 mètres haies      | Rayzam Shah Wan Sofian (MAS)                                                            | 13 s 83         | Jamras Rittidet (THA)                                                      | 14 s 10         | Clinton Kingsley Bautista (PHI)                                                               | 14 s 15         |
| 400 mètres haies      | Eric Shauwn Cray (PHI)                                                                  | 50 s 03         | Quách Công Lịch (VIE)                                                      | 50 s 05         | Andrian (INA)                                                                                 | 51 s 52         |
| 3000 mètres steeple   | Atjong Tio Purwanto (INA)                                                               | 9 min 3 s 94    | Phạm Tiến Sản (VIE)                                                        | 9 min 06 s 31   | Đỗ Quốc Luật (VIE)                                                                            | 9 min 08 s 72   |
|                       |                                                                                         |                 |                                                                            |                 |                                                                                               |                 |
| Relais 4 × 100 mètres | Thaïlande Bandit Chuangchai Jaran Sathoengram Kritsada Namsuwan Jirapong Meenapra       | 38 s 90         | Indonésie Mohd Fadlin Abdul Hamid Abdullah Iswandi Eko Rimbawan Yaspi Boby | 39 s 05 (NR)    | Philippines Anfernee Lopena Archand Christian Bagsit Eric Shauwn Cray Trenten Anthony Beram   | 39 s 11         |
| Relais 4 × 400 mètres | Thaïlande Kunanon Sukkaew Nattapong Kongkraphan Jirayu Pleenaram Phitchaya Sunthonthuam | 3 min 7 s 25    | Viêt Nam Lương Văn Thảo Phan Khắc Hoàng Trần Đình Sơn Quách Công Lịch      | 3 min 07 s 40   | Philippines Edgardo Alejan, Jr. Michael Carlo del Prado Archand Christian Bagsit Aries Toledo | 3 min 08 s 42   |
|                       |                                                                                         |                 |                                                                            |                 |                                                                                               |                 |
| Marathon              | Guillaume Soh Rui Yong (SIN)                                                            | 2 h 29 min 27 s | Agus Prayogo (INA)                                                         | 2 h 31 min 20 s | Muhaizar bin Mohamad (MAS)                                                                    | 2 h 31 min 52 s |
| 20 kilomètres marche  | Hendro Yap (INA)                                                                        | 1 h 32 min 11 s | Lo Choon Sieng (MAS)                                                       | 1 h 32 min 28 s | Muhammad Khairil Harith Harun (MAS)                                                           | 1 h 34 min 04 s |
|                       |                                                                                         |                 |                                                                            |                 |                                                                                               |                 |
| Saut en hauteur       | Nauraj Singh Randhawa (MAS)                                                             | 2,24 m          | Lee Hup Wei (MAS)                                                          | 2,24 m          | Nguyễn Thành Nhân (VIE)                                                                       | 2,18 m          |
| Saut à la perche      | Porranot Purahong (THA)                                                                 | 5,35 m          | Patsapong Amsam-Ang (THA)                                                  | 5,30 m          | Iskandar Alwi (MAS)                                                                           | 5,25 m          |
| Saut en longueur      | Bùi Văn Đông (VIE)                                                                      | 7,83 m          | Suwandi Wijaya (INA)                                                       | 7,78 m          | Janry Ubas (PHI)                                                                              | 7,75 m          |
| Triple-saut           | Muhammad Hakimi Ismail (MAS)                                                            | 16,77 m         | Mark Harry Diones (PHI)                                                    | 16,63 m         | Pratchaya Tepparak (THA)                                                                      | 16,37 m         |
| Lancer du poids       | Promrob Juntima (THA)                                                                   | 17,42 m         | Thawat Khachin (THA)                                                       | 17,15 m         | Muhammad Ziyad Zolkefli (MAS)                                                                 | 17,12 m         |
| Lancer du disque      | Muhammad Irfan Shamshuddin (MAS)                                                        | 58,36 m         | Narong Benjaroon (THA)                                                     | 50,54 m         | Abdul Rahman Lee (MAS)                                                                        | 44,80 m         |
| Lancer du marteau     | Jackie Wong Siew Cheer (MAS)                                                            | 65,90 m         | Kittipong Boonmawan (THA)                                                  | 65,49 m         | Arniel Ferrera (PHI)                                                                          | 55,94 m         |
| Lancer du javelot     | Peerachet Jantra (THA)                                                                  | 71,49 m         | Abdul Hafiz (INA)                                                          | 69,30 m         | Melvin Calano (PHI)                                                                           | 65,94 m         |
|                       |                                                                                         |                 |                                                                            |                 |                                                                                               |                 |
| Décathlon             | Aries Toledo (PHI)                                                                      | 7 433 pts       | Sutthisak Singkhon (THA)                                                   | 7 411 pts       | Bùi Văn Sự (VIE)                                                                              | 6 737 pts       |

### Femmes
| Épreuve               | Or                                                                       | Or              | Argent                                                                           | Argent          | Bronze                                                                                              | Bronze          |
| --------------------- | ------------------------------------------------------------------------ | --------------- | -------------------------------------------------------------------------------- | --------------- | --------------------------------------------------------------------------------------------------- | --------------- |
| 100 mètres            | Lê Tú Chinh (VIE)                                                        | 11 s 56         | Zaidatul Husniah Zulkifli (MAS)                                                  | 11 s 74         | Veronica Shanti Pereira (SIN)                                                                       | 11 s 76         |
| 200 mètres            | Lê Tú Chinh (VIE)                                                        | 23 s 32         | Zaidatul Husniah Zulkifli (MAS)                                                  | 23 s 64         | Veronica Shanti Pereira (SIN)                                                                       | 23 s 68         |
| 400 mètres            | Nguyễn Thị Huyền (VIE)                                                   | 52 s 48         | Dipna Lim Prasad (SIN)                                                           | 54 s 18         | Supanich Poolkerd (THA)                                                                             | 54 s 55         |
| 800 mètres            | Vũ Thị Ly (VIE)                                                          | 2 min 07 s 11   | Khuất Phương Anh (VIE)                                                           | 2 min 09 s 05   | Swe Li Myint (MYA)                                                                                  | 2 min 12 s 31   |
| 1 500 mètres          | Nguyễn Thị Oanh (VIE)                                                    | 4 min 20 s 51   | Vũ Thị Ly (VIE)                                                                  | 4 min 30 s 68   | Lodkeo Inthakoumman (LAO)                                                                           | 4 min 37 s 24   |
| 5 000 mètres          | Nguyễn Thị Oanh (VIE)                                                    | 17 min 23 s 20  | Phạm Thị Huệ (VIE)                                                               | 17 min 33 s 45  | Triyaningsih (INA)                                                                                  | 17 min 36 s 98  |
| 10 000 mètres         | Triyaningsih (INA)                                                       | 36 min 39 s 37  | Phạm Thị Huệ (VIE)                                                               | 36 min 54 s 02  | Phạm Thị Hồng Lệ (VIE)                                                                              | 37 min 06 s 64  |
|                       |                                                                          |                 |                                                                                  |                 | |                 |
| 100 mètres haies      | Trần Thị Yến Hoa (VIE)                                                   | 13 s 40         | Raja Nursheena Azhar (MAS)                                                       | 13 s 92         | Nur Izlyn Zaini (SIN)                                                                               | 14 s 14         |
| 400 mètres haies      | Nguyễn Thị Huyền (VIE)                                                   | 56 s 06         | Dipna Lim Prasad (SIN)                                                           | 1 min 00 s 55   | Jutamas Khonkham (THA)                                                                              | 1 min 00 s 73   |
| Relais 4 × 100 mètres | Viêt Nam Lê Tú Chinh Nguyễn Thị Mộng Tuyền Trần Thị Yến Hoa Đỗ Thị Quyền | 43 s 88         | Thaïlande Parichat Charoensuk Kanyarat Pakdee Supawan Thipat Tassaporn Wannakit  | 44 s 62         | Philippines Eloisa Luzon Kayla Anise Richardson Kyla Ashley Richardson Zion Corrales Nelson         | 44 s 81         |
| Relais 4 × 400 mètres | Viêt Nam Nguyễn Thị Oanh Quách Thị Lan Hoàng Thị Ngọc Nguyễn Thị Huyền   | 3 min 33 s 40   | Thaïlande Pornpan Hoemhuk Atchima Eng-Chuan Treewadee Yongphan Supanich Poolkerd | 3 min 38 s 95   | Malaisie Nurul Faizah Asma' Mazlan Shereen Samson Vallabuoy Tanalaksiumy Rayer Fathin Faqihah Yusuf | 3 min 43 s 31   |
|                       |                                                                          |                 |                                                                                  |                 | |                 |
| Marathon              | Mary Joy Reyes Tabal (PHI)                                               | 2 h 48 min 26 s | Hoàng Thị Thanh (VIE)                                                            | 2 h 55 min 43 s | Natthaya Thanaronnawat (THA)                                                                        | 2 h 58 min 17 s |
| Marche 10 km          | Elena Goh Ling Yin (MAS)                                                 | 52 min 21 s     | Phan Thị Bích Hà (VIE)                                                           | 52 min 57 s     | Tanaphon Assawawongcharoen (THA)                                                                    | 53 min 17 s     |
|                       |                                                                          |                 |                                                                                  |                 | |                 |
| Saut en hauteur       | Dương Thị Việt Anh (VIE) Michelle Sng Suat Li (SIN)                      | 1,83 m          | Médaille d'or partagée                                                           |                 | Yap Sean Yee (MAS)                                                                                  | 1,83 m          |
| Saut à la perche      | Chayanisa Chomchuendee (THA)                                             | 4,10 m          | Chuah Yu Tian (MAS)                                                              | 3,80 m          | Rachel Isabel Yang Bingjie (SIN)                                                                    | 3,60 m          |
| Saut en longueur      | Bùi Thị Thu Thảo (VIE)                                                   | 6,68 m          | Maria Natalia Londa (INA)                                                        | 6,47 m          | Marestella Sunang (PHI)                                                                             | 6,45 m          |
| Triple-saut           | Vũ Thị Mến (VIE)                                                         | 14,15 m         | Maria Natalia Londa (INA)                                                        | 13,52 m         | Parinya Chuaimaroeng (THA)                                                                          | 13,32 m         |
| Lancer du poids       | Eki Febri Ekawati (INA)                                                  | 15,39 m         | Areerat Intadis (THA)                                                            | 15,33 m         | Sawitri Thongchao (THA)                                                                             | 14,26 m         |
| Lancer du disque      | Subenrat Insaeng (THA)                                                   | 55,23 m         | Choo Kang Ni (MAS)                                                               | 47,91 m         | Nguyễn Thị Hồng Thương (VIE)                                                                        | 45,10 m         |
| Lancer du marteau     | Grace Wong Xiu Mei (MAS)                                                 | 59,24 m         | Mingkamon Koomphon (THA)                                                         | 56,15 m         | Panwat Gimsrang (THA)                                                                               | 54,88 m         |
| Lancer du javelot     | Natta Nachan (THA)                                                       | 55,04 m         | Bùi Thị Xuân (VIE)                                                               | 52,50 m         | Evalyn Palabrica (PHI)                                                                              | 47,21 m         |
|                       |                                                                          |                 |                                                                                  |                 | |                 |
| Heptathlon            | Sunisa Khotseemueang (THA)                                               | 5 430 pts       | Emilia Nova (INA)                                                                | 5 386 pts       | Wassana Winatho (THA)                                                                               | 5 288 pts       |